# Jaromír Bohačík
Jaromír Bohačík (* 26. května 1992, Ostrava) je český basketbalista, hráč klubu Brose Bamberg.
S basketbalem začínal v rodné Ostravě za tým TJ Hladnov, kde hrál i jeho bratr Petr. V 18 letech přestoupil do Prostějova. Jeden rok hrál za klub v belgickém Leuvenu. Poté přestoupil do USK Praha, od roku 2017 do 2020 hrál za ERA Basketball Nymburk., následně za SIG Strasbourg a Bamberk.  V srpnu 2023 se vrátil do Nymburka.

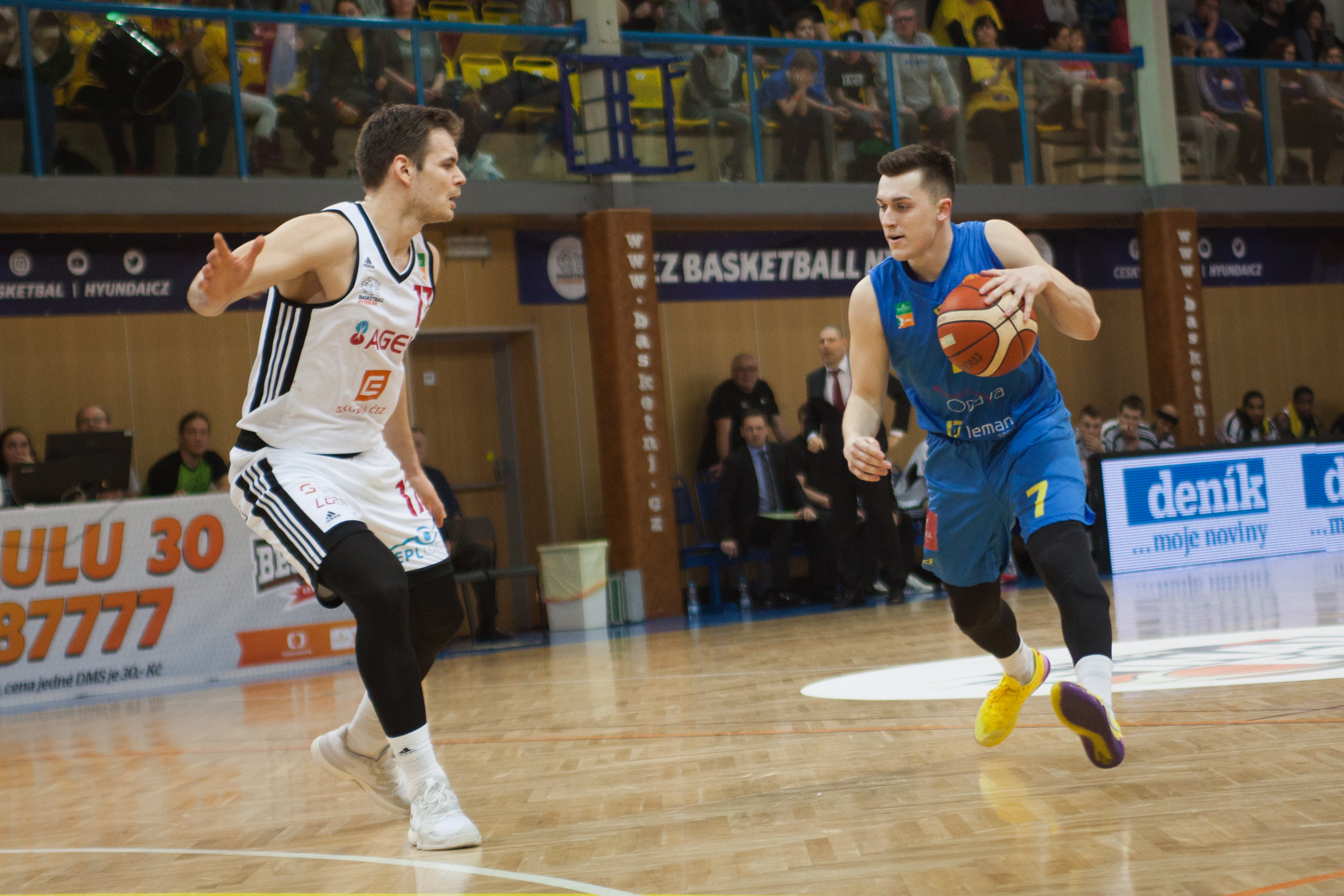
Finále BK Opava - ČEZ Basketball Nymburk 2018/2019